# Cum primum (Clemente XIII)
Cum primum è una enciclica di papa Clemente XIII, datata 17 settembre 1759, nella quale il Pontefice ammonisce severamente tutti quegli Ecclesiastici che, desiderosi di facili guadagni, si danno al commercio e degradano in tal modo la dignità della loro condizione di chierici o sacerdoti.
Cum primum è anche il titolo di un'enciclica di Gregorio XVI, pubblicata nel 1831.

## Fonte
- Tutte le encicliche e i principali documenti pontifici emanati dal 1740. 250 anni di storia visti dalla Santa Sede, a cura di Ugo Bellocci. Vol. II: Clemente XIII (1758-1769), Clemente XIV (1769-1774), Pio VI (1775-1799), Pio VII (1800-1823), Libreria Editrice Vaticana, Città del Vaticano 1994.